# 道の駅志野・織部
道の駅志野・織部（みちのえき しの・おりべ）は、岐阜県土岐市にある国道21号の道の駅である。

## 施設
- 駐車場
  - 普通車 - 38台
  - 大型車 - 11台
  - 身障者用 - 2台
- トイレ（いずれも24時間使用可能）
  - 男 - 大：2器、小：4器
  - 女 - 6器
  - 身障者用 - 1器
- 公衆電話
- 美濃焼ショップ「志野・織部」（9：00 - 18：00）
- 情報コーナー
- 喫茶コーナー（青いクマ）
- レストラン（みわ屋　10：00 - 18：00）

## ギャラリー

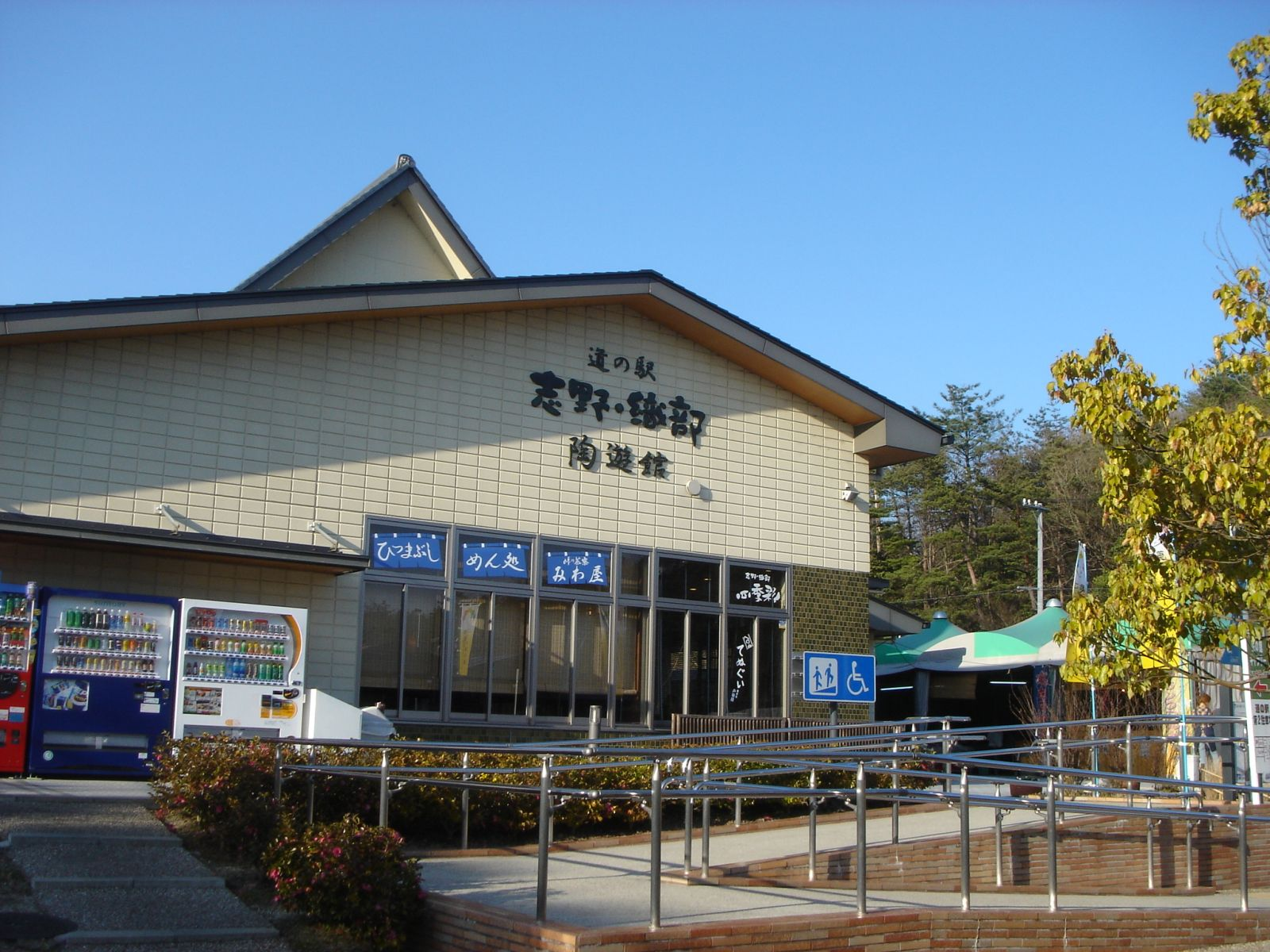
陶遊館
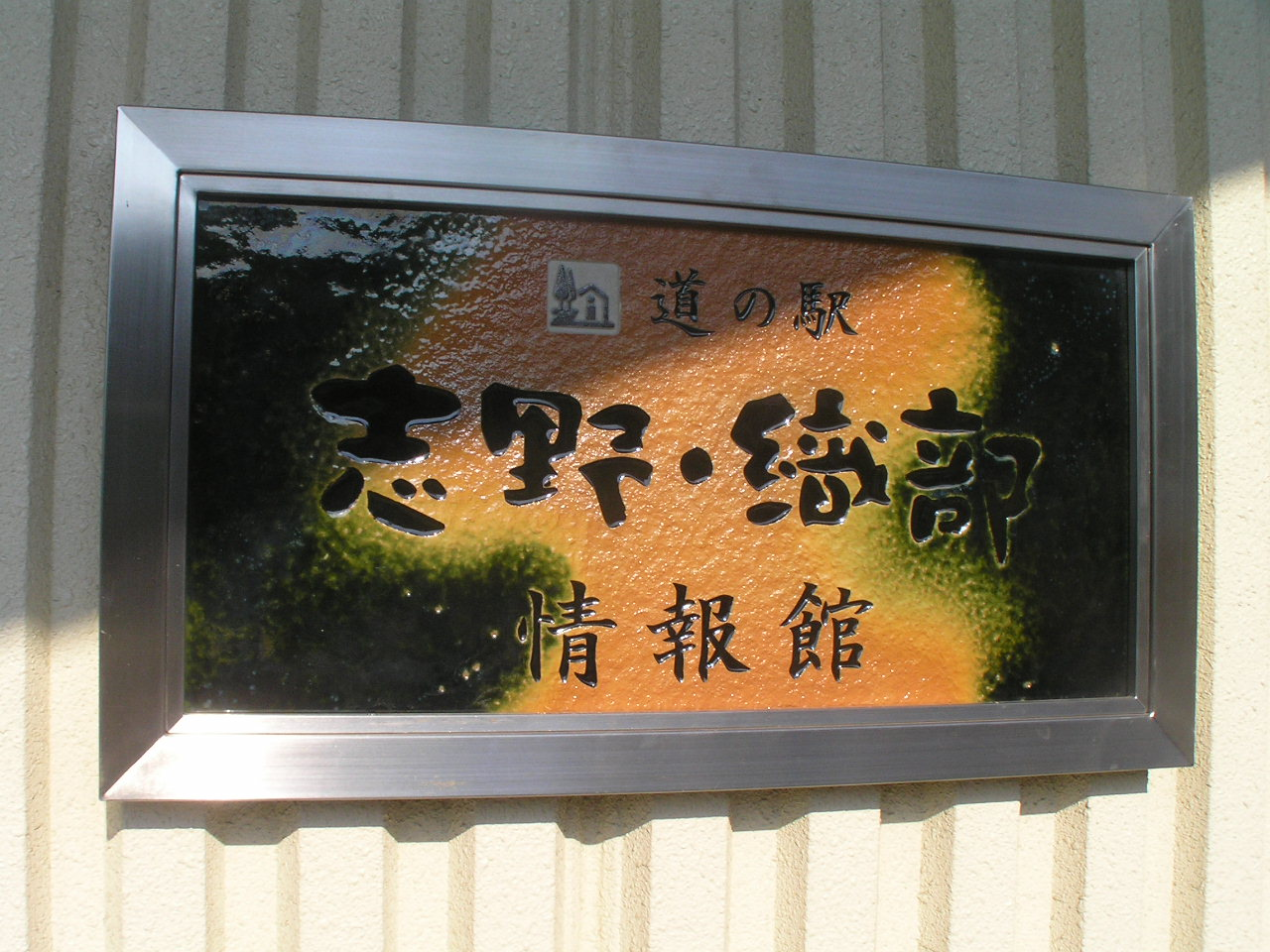
織部焼による銘板

## 休館日
- 1月1日（元旦）

## アクセス
- 国道21号 - 登録路線

## 周辺
- 織部ヒルズ（土岐美濃焼卸商業団地）
- 中央自動車道 土岐IC
- 土岐美濃焼陶磁館
- 鬼岩公園
  - 鬼岩温泉
- 松野ダム（松野湖）
- レイクグリーンゴルフ倶楽部